# Günter Blobel
Günter Blobel (Waltersdorf, Silesia, Alemania; 21 de mayo de 1936-Nueva York, 18 de febrero de 2018) fue un biólogo germano-estadounidense.

## Biografía
Günter Blobel nació en Waltersdorf en la provincia prusiana de Baja Silesia, entonces ubicada en el este de Alemania. En enero de 1945, su familia huyó de Silesia natal a Dresde para escapar del avance del Ejército Rojo. Durante el bombardeo de Dresde , Blobel, que entonces tenía 8 años, se quedó con su familia en la granja de un pariente al oeste de la ciudad. Después de la guerra, Blobel asistió al gimnasio en la ciudad sajona de Freiberg. Estudió medicina y se graduó en la Universidad de Tübingen en 1960. Después de dos años de servicio en una pasantía médica, se mudó a Madison, Wisconsin, siguiendo a un hermano mayor, se inscribió en la Universidad de Wisconsin-Madison y se unió al laboratorio de Van R. Potter para su trabajo de posgrado.
En 1987 se nacionalizó estadounidense.
En 1967 se graduó en Oncología, realizó toda su carrera en la Universidad Rockefeller de Nueva York, de la que fue profesor y en cuyo laboratorio de biología celular (en el Instituto Médico Howard Hughes) trabajó.
Ganó el Premio Nobel de Fisiología o Medicina en 1999 por sus trabajos realizados en la década de 1970, al descubrir que las proteínas tienen señales intrínsecas que gobiernan su transporte y situación en la célula. Estas investigaciones abrieron la vía para crear fármacos que se dirigen al lugar del organismo donde deben actuar. Donó la totalidad del premio a la ciudad de Dresde. «Asistí muy de cerca a la destrucción de Dresde, y ninguna otra cosa me ha impresionado más», comentó en cuando realizó la donación.

## Filantropía
Blobel se hizo conocido por su apoyo directo y activo a la reconstrucción de Dresde en Alemania, convirtiéndose, en 1994, en el fundador y presidente de la organización sin fines de lucro «Friends of Dresden, Inc.» Donó todo el dinero del premio Nobel a la restauración de Dresde, en particular para la reconstrucción de la Frauenkirche (terminada en 2005) y la construcción de una nueva sinagoga. En Leipzig, buscó la reconstrucción de la Paulinerkirche, la iglesia universitaria de la Universidad de Leipzig, que había sido destruida por el régimen comunista de Alemania Oriental en 1968, argumentando que «este es un santuario de la historia cultural alemana, conectado con los más importantes nombres de la historia cultural alemana».

## Academias y asociaciones a las que perteneció
- Miembro de la National Academy of Sciences
- Miembro de la American Philosophical Society
- Miembro de la Academia Pontificia de las Ciencias
- Miembro de la German Orden pour le Mérite

## Premios y reconocimientos
- Premio Internacional Canadá Gairdner (1982).
- Premio Louisa Gross Horwitz (1989).
- Premio Albert Lasker Award en Investigación Médica Básica (1993).[7]
- Premio King Faisal Award (1996).
- Premio Nobel de Fisiología o Medicina (1999).